# Group Italia
Group Italia S.p.A. è stata una società italiana attiva nel settore della grande distribuzione, titolare originale del marchio di supermercati IN's.

## Storia
La catena di supermercati IN's nasce a Roma negli anni '70, fondata da Remo Fiorucci e Gabriele Cetorelli e controllata tramite la holding COFINS. Fiorucci con il padre di Gabriele Cetorelli, Gregorio (che era suo cugino), aveva già fondato nel 1964 un'altra catena di supermercati romana, la Effe e Ci, ricordata per essere stata una tra le prime catene di supermercati ad aprire punti vendita nella periferia di Roma: tra questi, il Supermercato Casilino di via Filarete (che compare anche nelle riprese del cult movie poliziesco del 1975 Roma violenta, dove è teatro di una rapina), il Supermercato Centocelle e il Supermercato Magliana (tutti poi passati sotto l'insegna IN's). Divenuto presto fra i leader della grande distribuzione organizzata nella capitale, il marchio IN's divenne noto inoltre anche per il suo impegno in ambito sportivo (fu infatti attivo come sponsor di varie attività agonistiche dilettantische, tra le quali emerse quella nella pallavolo femminile attraverso la IN's Roma Volley).

### Il crack
Nel 1981 però la società di Fiorucci e Cetorelli andò in bancarotta: il gruppo all'epoca controllava 16 punti vendita, oltre a 2 ipermercati SILOS (controllati attraverso la Alital S.p.A.) e 3 magazzini Cip's, per un totale di 21 punti vendita tutti situati nel Lazio (oltre a 2 supermercati in Campania da poco rilevati); Cetorelli fu costretto a portare i libri in tribunale nell'agosto dello stesso anno, e la società entrò in amministrazione controllata; si parlò di un crack di diverse decine di miliardi di lire dell'epoca e furono coinvolti diverse banche e istituti finanziari: su tutte il Bancoper-BNL, che risultò esposto con il gruppo per circa 13 miliardi di lire, e i cui vertici (tra i quali Andrea Ruberti, Paolo Sammaritani, e Wilfrido lo Foco) accusati di aver concesso fidi senza garanzie alla società, vennero incriminati. Furono incriminati inoltre gli stessi vertici della Group Italia, ossia i titolari Gabriele Cetorelli (che deteneva insieme alla famiglia il 61,9% delle quote), suo padre Gregorio e Paolo Tartaglia, rappresentante legale del gruppo.
Gli stessi Cetorelli e Tartaglia inoltre risultarono comparire tra gli elenchi degli affiliati alla loggia massonica P2 (il cui scandalo scoppiò proprio durante il 1981, quando furono resi noti i nominativi degli appartenenti): Gabriele Cetorelli infatti risultò essere iscritto alla P2 con la tessera n. 2023 fascicolo n. 723, Paolo Tartaglia con la tessera n. 2125 fascicolo n. 842.
Il caso, che rischiò di avere pesanti ricadute sul fronte occupazionale (furono coinvolti circa 800 dipendenti del gruppo), fu in parte risolto con l'assorbimento, avvenuto nel 1982, del marchio e dei punti vendita IN's da parte del Gruppo PAM (sulle buste della spesa e nelle pubblicità della catena fu aggiunta infatti sotto il logo IN's la dicitura nuova gestione). Nel 1984, dopo oltre tre anni di indagini, la Guardia di Finanza aveva accertato un'evasione fiscale di oltre cento miliardi e un mancato versamento di imposte di oltre 25 miliardi di lire da parte della vecchia gestione Cetorelli-Fiorucci. Il marchio IN's è stato successivamente riadoperato dal Gruppo PAM nel 1993 per la creazione dei suoi discount IN's Mercato, con l'eccezione del logo: in quello originale della vecchia catena romana vi era infatti una freccia sopra la s.

## Situazione attuale
Dopo il passaggio al Gruppo PAM, la IN's ha modificato il suo business nel settore della distribuzione trasformandosi da catena di supermercati tradizionali in esercizi commerciali discount, cambiando denominazione in IN's Mercato S.p.A. e divenendo di fatto la divisione di Gruppo PAM nel settore. Molti punti vendita IN's aperti sotto la nuova gestione PAM erano originariamente appartenenti alla catena di superette Metà Supernegozi, appartenente allo stesso Gruppo PAM. Inoltre un altro consistente numero di punti vendita IN's Mercato proviene dall'acquisizione dei discount Plus dal Gruppo tedesco Tengelmann, avvenuta alla fine degli anni novanta. Il primo IN's Discount ha aperto i battenti a Mestre (VE) in via Don Sturzo nel 1993. 
È successivamente seguito un rapido sviluppo della rete, per la quale il Gruppo PAM ha voluto una totale differenziazione: la In's infatti, diversamente dalle altre società controllate dal gruppo veneto della distribuzione organizzata, adopera una rete di sua esclusiva pertinenza.
Nell'aprile 2018 IN's acquisisce per 48 milioni, a base d'asta, 61 discount Dico-Tuodì in concordato preventivo dal dicembre 2017:
con questa acquisizione IN’s raggiunge quota 430 negozi tra Veneto, Friuli Venezia Giulia, Lombardia, Piemonte, Liguria, Valle d’Aosta, Emilia Romagna, Abruzzo e Lazio.